# برادر لویی
برادر لویی (به انگلیسی: Brother Louie) نخستین آهنگ از آلبوم «آماده برای عشق» گروه مدرن تاکینگ است. این آهنگ چهارمین آهنگ این گروه است که رتبه نخست را در جدول بهترین‌ آهنگ های آلمان پس از آهنگ‌ های «تو قلب منی، تو روح منی»، «اگر بخواهی، می‌توانی برنده شوی» و «بانوی قشنگ و نازنین» کسب کرده‌ است.
این آهنگ در ۲۷ ژانویه سال ۱۹۸۶ منتشر شده و در ۳ مارس ۱۹۸۶ رتبه نخست آهنگ‌های آلمان را کسب کرد. این آهنگ به‌مدت ۴ هفته در رتبه نخست و ۱۷ هفته در جدول بهترین آهنگ‌های آلمان باقی‌ماند. در جدول بریتانیا رتبه ۴ را کسب کرده و در بریتانیا و فرانسه بیش از ۲۵۰هزار نسخه به فروش رسید.
در سال ۱۹۹۸ نسخه جدید این آهنگ منتشر شده و در فرانسه بیش از ۲۵۰هزار نسخه به فروش رسید.